# Park Krajobrazowy Pasma Brzanki
Park Krajobrazowy Pasma Brzanki – park krajobrazowy, który powstał w listopadzie 1995 roku i leży we wschodniej części województwa małopolskiego oraz zachodniej części województwa podkarpackiego, w obszarze Pogórza Karpackiego. Obejmuje wschodnią część Pogórza Ciężkowickiego, między dolinami Białej i Wisłoki.
Powierzchnia parku wynosi 15427,28 ha, obejmuje teren gmin Gromnik, Ryglice, Rzepiennik Strzyżewski, Tuchów i Szerzyny (województwo małopolskie) oraz Jodłowa (województwo podkarpackie).

## Obszary Natura 2000
- Ostoja w Paśmie Brzanki
- Liwocz

## Flora i fauna
Wśród lasów w obrębie parku wyróżnić można następujące zespoły roślinne:
- podgórski łęg jesionowy
- grąd subkontynentalny
- żyzna buczyna karpacka
- kwaśna buczyna górska
- bór mieszany

Przykłady chronionych, zagrożonych i rzadko spotykanych roślin: turzyca zwisła, paprotnik kolczysty, nerecznica górska, śnieżyczka przebiśnieg, kłokoczka południowa, kukułka plamista, kukułka szerokolistna, wroniec widlasty, wawrzynek wilczełyko, orlik pospolity.
Wśród większych zwierząt występują: sarna europejska, jeleń, dzik, lis, bocian czarny, krogulec, myszołów, jastrząb, salamandra plamista, żmija zygzakowata, jaszczurka zwinka, padalec.